# Bufo cryptotympanicus
Bufo cryptotympanicus е вид земноводно от семейство Крастави жаби (Bufonidae). Видът е почти застрашен от изчезване.

## Разпространение
Разпространен е във Виетнам и Китай.